# مهرجان القراءة للجميع

شعار حملة القراءة للجميع

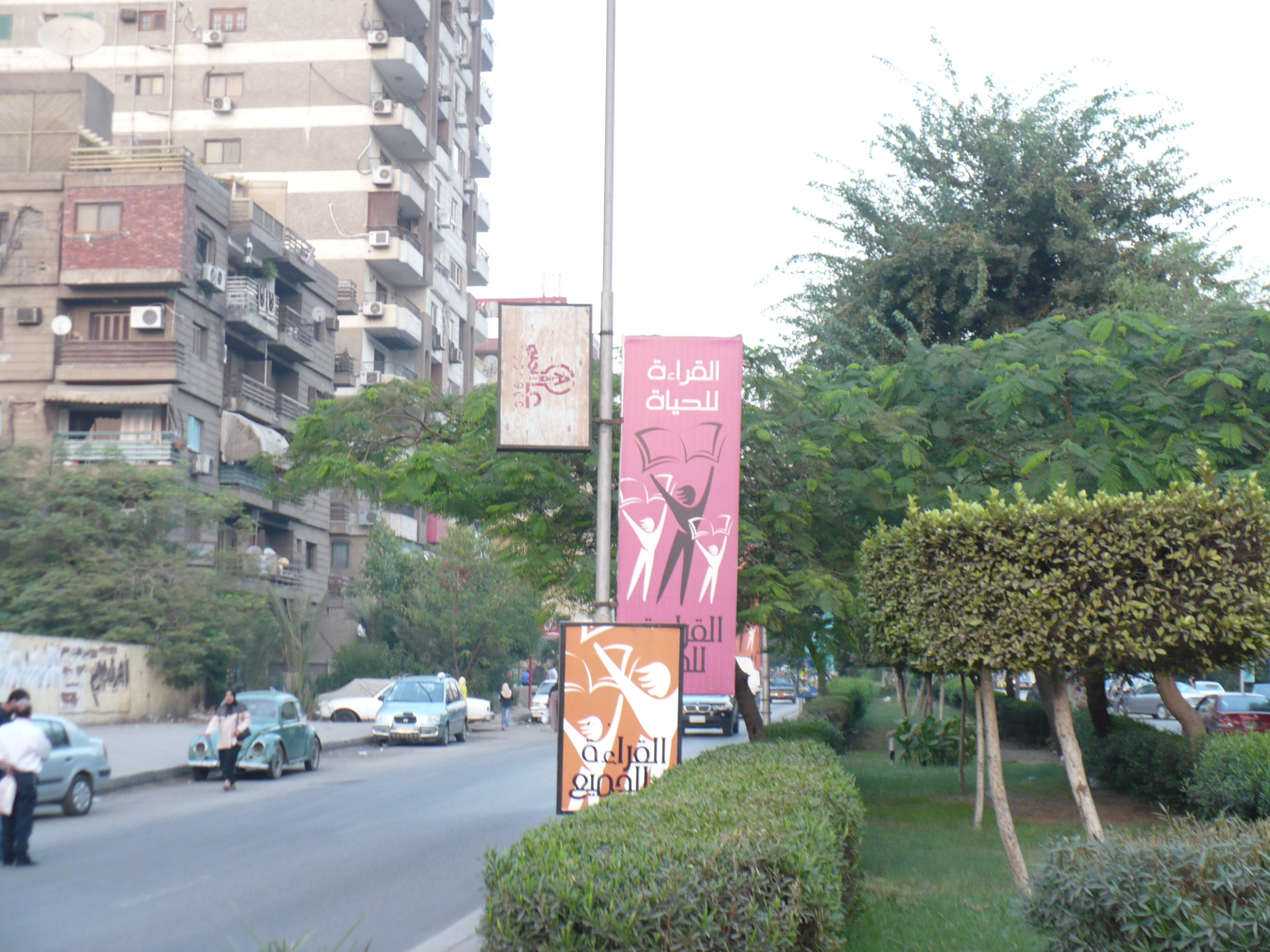
لافتات الحملة في شوارع القاهرة

مهرجان القراءة للجميع أو حملة القراءة للجميع هي حملة قومية في مصر، تهدف الحملة إلى تشجيع الشباب والأطفال في مصر على القراءة تتبناها سيدة مصر الأولى سابقا سوزان مبارك.

## عن الحملة
ولدت فكرة المهرجان خلال مؤتمر الاتحاد الدولى للناشرين الذي عقد في لندن عام 1991 حيث نوقشت به ظاهرة مكتبات الأطفال في مصر والدور الاجتماعى والثقافى الذي يمكن أن تلعبه في حياة الطفل، تحولت الفكرة إلى مشروع ماجستير للسيدة سوزان مبارك بعد أن تنبتها بنفسها. كان أول احتفال لهذا المهرجان عام 1991 في مكتبة عرب المحمدى وتحت شعار «القراءة للجميع»، وفي عام 1992 ومع عام «طفل القرية» انطلق المهرجان ليأخذ بعدا جديدا من الاهتمام بأطفال مصر عموما سواء بالمدن أو القرى، وافتتح المهرجان بقرية البراجيل وبدأت تجربة المكتبات المحمولة.
وجاء نجاح التجربة ليؤكد إيمان المصريين بأهمية القراءة، وأخذ المهرجان في هذا العام بعدا جديدا ألا هو إعلان جوائز أدبية وثقافية من خلال جمعية الرعاية المتكاملة، وفي مهرجان 1993 كان الشعار «مكتبة في كل مكان» وأعلنت السيدة سوزان مبارك إدخال الكمبيوتر وتعليم اللغات الأجنبية ضمن فعاليات المهرجان، ويأتى عام 1994 ليدخل مرحلة جديدة حيث يحمل شعار «للطفل.. للشباب.. للأسرة» وبذلك يشارك الجميع في فعاليات المهرجان وتأتى مطبوعات مكتبة الأسرة لتؤكد هذا المعنى ويأتى مشروع مكتبة الأسرة والذي شارك فيه عدد من الوزارات بجانب جمعية الرعاية المتكاملة الذي يعد أضخم مشروع للقراءة في تاريخ مصر الحديثة، وفي العام الخامس للمهرجان عام 1995 وتحت عنوان «نحو قراءة عربية سليمة» فتحت السيدة سوزان مبارك المهرجان في قاعة يوسف السباعى بمسرح التليفزيون بمصر الجديدة وتم افتتاح مكتبات جديدة مثل مكتبات الشاطئ والمكتبات المتنقلة وتم افتتاح المكتبة السمعية لفاقدى السمع، وجاء المهرجان السادس لتواصل النجاح ويتحول المهرجان إلى أهم وأكبر مشروع ثقافى تشهده مصر.
تم في عام 2004 الاحتفال بمرور عشر سنوات على إنشاء مكتبة الأسرة التي أصدرت ملايين النسخ لما يقرب من ألف عنوان، وتنوعت اصدراتها بين القديم والحديث وقامت المكتبة بإصدار مجموعة من الموسوعات التاريخية وأعادت تقديم مصر القديمة وقصة الحضارة ووصف مصر. وفي عام 2005 تم الاحتفال بمرور خمسة عشر عاماً علي بدئه وأطلقت السيدة سوزان مبارك شعلة التنوير من مكتبة عرب المحمدي لتستقر في مكتبة الإسكندرية.
وقد عمل المهرجان علي توفير أكبر عدد ممكن من المكتبات العامة لكل أفراد الأسرة والمكتبات المحمولة والمكتبات المتنقلة ومكتبات الشواطئ كما ظهر العديد من الأفكار والبرامج لتحقيق الغرض ذاته مثل إنشاء نوادي القرن الـ 21 والركن الأخضر واقرأ لطفلك وغيرها، كما تم التوسع في إنشاء فروع لمكتبة مبارك العامة في أقاليم مصر ضمن برنامج قومي يجري استكماله خلال السنوات القادمة ضمن إنجازات مهرجان القراءة للجميع.

## وصلات خارجية
- الموقع الرسمي لحملة القراءة للجميع
- الرسمي لحملة القراءة للجميع مهرجان القراءة للجميع  على فيسبوك.